# Ibalonius semperi
Ibalonius semperi is een hooiwagen uit de familie Podoctidae.
De originele naamcombinatie (protoniem) is Paribalonius semperi Roewer, 1912.  Een volgende naamrecombinatie werd gepubliceerd als Neobalonius semperi (Roewer, 1912) in Roewer 1923. Het werd Laater hernoemd als Ibalonius semperi omdat het geslacht Neobalonius was een synoniemen van Ibalonius in  Suzuki, 1977. Er zijn (vanaf 2023) twee ondersoorten; Ibalonius semperi semperi (Roewer, 1912) en Ibalonius semperi apoensis Suzuki, 1977.